# Grasa alimentaria

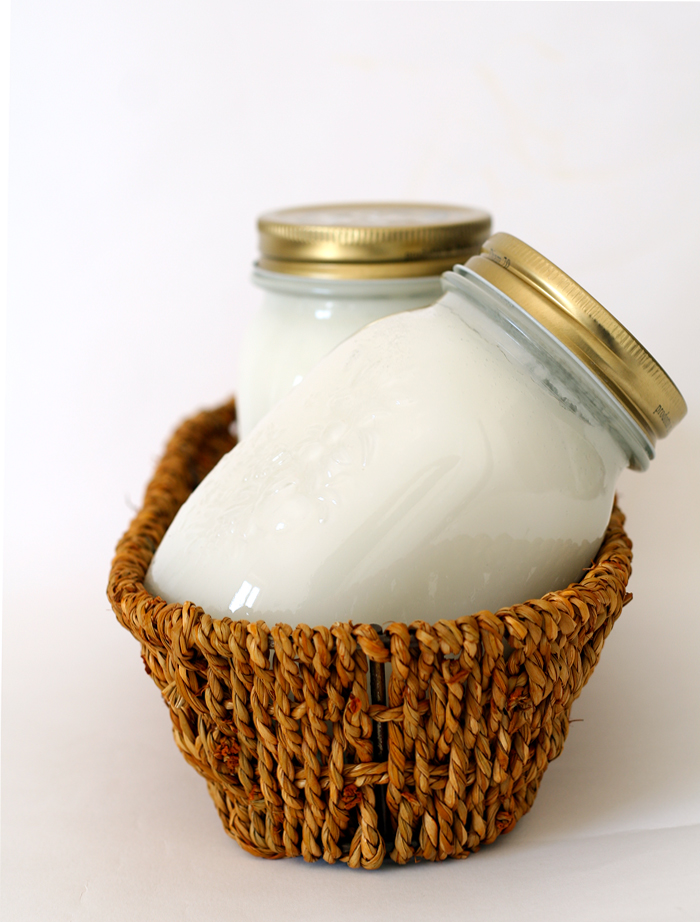
El Strutto, o grasa de cerdo clarificada, se trata de una variedad común en la cocina italiana.

Se llama grasa alimentaria a la materia grasa de origen animal o vegetal empleada como alimento.
Se habla de grasa para aludir a un lípido sólido a temperatura ambiente, frente a los aceites, que son líquidos a esa temperatura. Sin embargo, «grasa» es también un término genérico que se usa a menudo como sinónimo de cualquier forma de lípido: por ejemplo, se dice que algunas vitaminas no son solubles en agua pero sí en grasas (tanto sólidas como aceites).
En 1827 William Prout reconoció a las grasas como un nutriente importante en la dieta, al mismo nivel que las proteínas o azúcares.
1 g de grasa contiene aproximadamente 9 kcal. El porcentaje de calorías provenientes de la grasa en una dieta equilibrada debería ser de entre el 25 y el 30%.

## Grasa vegetal
La grasa vegetal más conocida es el aceite de oliva y hay otras como la manteca de cacao, que suele encontrarse en la composición del chocolate (aunque las distintas normativas locales permiten el empleo limitado de otras grasas en su elaboración, utilizando algunos fabricantes incluso grasas animales).
En el proceso de prensado para la extracción del aceite de oliva se obtiene también una pequeña fracción de materia grasa.

## Análisis de grasas en alimentos
La medición de la cantidad y composición de las grasas en los alimentos es un parámetro de importancia desde el punto de vista económico y de la calidad y de las cualidades organolépticas y nutricionales. Su medición está incluida dentro del Análisis Químico Proximal de los alimentos (en el cual se mide principalmente el contenido de humedad, grasa, proteína y cenizas).

## Otros problemas
En la normativa de la Unión Europea, el contenido de ácido erúcico en los aceites y grasas destinados al consumo humano no puede exceder el 5%, calculado sobre el nivel total de ácidos grasos de la grasa. Este reglamento está en vigor desde el 1 de julio de 1979 (Directiva 76/621/CEE del Consejo, del 20 de julio de 1976).